# Сорокаба
Сорокаба е град в щата Сао Пауло, Югоизточна Бразилия. Населението му е 590 846 жители. Основан е през 1654 г. Градът има велоалеи с обща дължина около 100 км, което го нарежда на второ място в Бразилия след Рио де Жанейро по този показател. Пощенският му код е 18000-000, а телефонния +55 15. Намира се на 92 км от щатската столица. Градът разполага с девет университета, летище, железница и две автогари.